# Chinesischer Goral
Der Chinesische Goral (Naemorhedus griseus) ist eine mögliche Paarhuferart aus der Gruppe der Ziegenartigen (Caprinae). Erst seit einigen Jahren wird er als eine vom Langschwanzgoral getrennte Form anerkannt, teilweise galt er aber als mit dem Grauen Goral (Naemorhedus goral) identisch.

## Merkmale
Chinesische Gorale haben ein graubraunes Fell mit einem dunklen Strich entlang des Rückens, die Kehle ist heller. Männchen haben am Nacken eine kurze, aufgerichtete Mähne, die Ohren sind relativ groß. Die Hörner, die bei Männchen und Weibchen vorhanden sind, sind leicht nach hinten gebogen und relativ kurz. Sie ähneln den entfernt verwandten Ziegen und sind stämmige, an eine kletternde Lebensweise angepasste Tiere.

## Verbreitung und Lebensraum
Chinesische Gorale sind im östlichen China (von der Inneren Mongolei bis Yunnan), im nordöstlichen Indien (in den Regionen östlich von Bangladesch), im nördlichen Vietnam, dem westlichen und südöstlichen Myanmar und dem nordwestlichen Thailand verbreitet. Berichte über ein Vorkommen auch in Laos sind bislang nicht bestätigt. Lebensraum dieser Art sind Bergwälder.

## Lebensweise
Diese Tiere sind vorwiegend am frühen Morgen und am späten Nachmittag aktiv und begeben sich überwiegend dann auf Nahrungssuche. Dabei nehmen sie Gräser, Blätter, Zweige, Nüsse und andere Pflanzenteile zu sich. Sie leben außerhalb der Paarungszeit meistens einzelgängerisch, manchmal sind sie auch in kleinen Gruppen zu finden.

## Bedrohung
Chinesische Gorale werden wegen ihres Fleisches und wegen der Verwendung ihrer Körperteile zu medizinischen Zwecken bejagt, hinzu kommt die Zerstörung ihres Lebensraumes. Die IUCN listet die Art als „gefährdet“ (vulnerable).